# На живо
На живо је први концертни, а укупно четврти албум српске рок групе Бјесови.

## Песме
1. „У освит задњег дана“ - 3:33
2. „Враћам се доле“ - 2:39
3. „Време је“ - 4:59
4. „Име“ - 4:32
5. „Не буди ме - убиј ме“ - 4:58
6. „Радуј се“ - 2:40
7. „Све ће се дознати“ - 3:14
8. „Чак и да могу“ - 5:25
9. „Чекам дан“ - 3:31
10. „Киша“ - 7:05

## Музичари

#### Чланови групе
- Зоран Маринковић Маринко - глас
- Зоран Филиповић Фићо - гитара, пратећи вокал
- Слободан Вуковић Били - гитара
- Мирослав Марјановић Микак - бубњеви, пратећи вокал
- Драган Арсић Тилт - бас

#### Гости
Алек и Утвар (Eyesburn) - удараљке у песми „Киша“.

## Остало
- Дизајн омота: Зоран Маринковић и Горан Угарчина
- Фотографије: Оливера Петронијевић